# مارینو باسو
مارینو باسو (ایتالیایی: Marino Basso؛ زادهٔ ۱ ژوئن ۱۹۴۵) دوچرخه‌سوار اهل ایتالیا است.
وی در مسابقات کشوری و بین‌المللی در مجموع برندهٔ ۱ مدال طلا شده‌است.